# 출자총액제한제도
출자총액제한제도란 대기업이 회사자금으로 다른 회사의 주식을 매입하여 보유할 수 있는 총액을 제한하는 제도로서, 정부가 출자총액 제한을 하는 것은 여러 재벌그룹들이 기존 회사의 자금을 이용하여 다른 회사를 설립하여 활용하거나, 다른 회사를 인수함으로써 기업을 문어발식으로 확장하여 경제 질서를 어지럽히는 것을 방지하기 위한 제도이다.

## 도입과 폐지
1987년 4월 1일 처음 도입되었는데, 당시는 총자산 4,000억원 이상 대규모 기업집단을 대상으로 하여 순자산의 40%를 상한선으로 두었다. 그러다가, 1995년 4월 1일 3년간의 유예기간을 두고 1998년 3월말까지 순자산의 25% 수준으로 낮추기로 했다. 그러나 1997년 IMF 외환위기이후, 국내 알짜기업에 대한 외국자본의 적대적 M&A(인수합병)를 막기 위해 1998년 2월 폐지되었다.
하지만 이 제도의 폐지 이후 대규모 기업집단 계열사에 대한 출자가 늘면서 내부 지분율이 상승하는 등의 부작용이 나타나자 다음 해인 1999년 12월 출자총액 상한을 순자산의 25%로 규제하는 방안으로 제도를 다시 도입하였고 2001년 4월부터 재시행했다.
그러다가, 2003년 SK(주)-소버린간 경영권 분쟁이후, 외국자본의 적대적 M&A(인수합병)을 또다시 막기 위해 공정거래위원회는 2007년 4월 대규모 기업집단의 자산규모를 6조원에서 10조원으로 늘리고 출자한도는 예전처럼 40%로 늘렸으나 2009년 3월 이명박 정부가 들어서면서 다시 폐지했다.
2012년 민주통합당이 '출자총액제한제도"를 부활시키자고 하였으나 박근혜 당시 한나라당 대표가 보류한 바 있으며, 2012년 12월 10일 대선 TV 후론에서 다시 논의에 오른 바 있다.